# Lechria sublaevis
Lechria sublaevis är en tvåvingeart som beskrevs av Alexander 1920. Lechria sublaevis ingår i släktet Lechria och familjen småharkrankar. Inga underarter finns listade i Catalogue of Life.